# Uiwang
Uiwang (Hangul:의왕시, Hanja: 義王, Hán Việt: Nghĩa Vương) là một thành phố thuộc tỉnh tỉnh Gyeonggi, Hàn Quốc. Thành phố có diện tích 53,46 km2, dân số là hơn 142.184 người (năm 2008). Thành phố có cự ly  km về phía nam Seoul. Thành phố có 6 dong (phường).

## Các đơn vị hành chính
Thành phố được chia thành 6 dong (phường):
| Dong             | Dân số |
| ---------------- | ------ |
| Gocheon-dong     | 13.386 |
| Naseonil(1)-dong | 23.136 |
| Naseonil(2)-dong | 27.212 |
| Ojeon-dong       | 44.076 |
| Cheonggye-dong   | 14.401 |
| Bugok-dong       | 26.846 |